# Cal Vendrell
Cal Vendrell és una masia situada al municipi de Navès, a la comarca catalana del Solsonès. Es troba entre el pantà de Sant Ponç i l'església de Sant Martí de Vilapedrers.